# ازدواجية التوجه الجنسي
ازدواجية التوجه الجنسي أو ثنائى الجنس أو خنثى (بالإنجليزية: Bisexuality) هو واحد من الأنواع الأربعة الأساسية للتوجه الجنسي ويعني ميل الشخص عاطفيا أو جنسيا أو كليهما لنفس جنسه وللجنس الآخر أيضًا. وهي واحدة من أربعة تصنيفات أساسية للتوجه الجنسي عند البشر جنبا إلى الغيرية والمثلية واللاجنسية.
لوحظت ازدواجية الميول الجنسية في عدة مجتمعات، وفي عالم الحيوان أيضا. تم صياغة كلمة bisexuality مع heterosexuality (مغايرة جنسية) وhomosexuality (مثلية جنسية) في القرن التاسع عشر.
هناك عدة مصطلحات فيها بعض من الغموض رغم أنها تحتوي على كلمات يفهمها الجميع وربما أشهرها هو مصطلح التوجه الجنسي Sexual Orientation بالإضافة إلى مصطلح التوجه الجنسي هناك مصطلح التفضيل الجنسي Sexual Preference التعبير الأول شائع الاستعمال في الوسط العلمي غير أن التعبير الثاني ربما يجوز استعماله عند الحديث عن الدفاعات النفسية ضد الرغبات الجنسية ثنائية التوجه الذي هو عنوان هذا المقال. السبب في ذلك يعود إلى أن كلمة تفضيل تحمل في طياتها عامل عفوي وإرادي وطوعي بنسب مختلفة على عكس مصطلح التوجه فهو منطقياً يعني التوجه نحو قطب واحد ويحمل في طياته عاملاً لا إراديا.